# Killer Dwarfs
Killer Dwarfs, stylisé KiLLeR DWaRfS, est un groupe canadien de heavy metal, originaire d'Oshawa, en Ontario. Formé à la fin de 1981, le groupe connait un succès modéré dans son pays d'origine dans les années 1980. Le groupe est connu pour son sens de l'humour décalé (tous les membres du groupe ayant adopté le nom de famille Dwarf) et a été nommé pour deux Prix Juno au cours de sa carrière. Les Killer Dwarfs ont parfois été comparés à des groupes de NWOBHM tels que Iron Maiden et Saxon.

## Histoire
Trewin et Fodero quittent le groupe peu après et sont remplacés par le guitariste Mike Hall et le bassiste Ron Mayer. Cette formation sort l'album Stand Tall en 1986, suivi de Big Deal en 1988 et de Dirty Weapons en 1990. Le groupe est très reconnu au Canada et aux États-Unis dans les années 1980, et ses vidéos sont régulièrement diffusées à Much Music et dans l'émission Headbangers Ball sur MTV. Gerry Finn remplace Hall en 1992, et l'album Method to the Madness est publié plus tard cette année-là.
Le 5 janvier 2018, la signature des Killer Dwarfs avec EMP Label Group, du bassiste David Ellefson de Megadeth, est annoncée ; un album live de Killer Dwarfs est aussi annoncé sous le nom de NO GUFF, ainsi que la réédition de START@ONE, sorti indépendamment, et du premier album solo du chanteur Graham, Wireless, et des nouveaux albums studio de Killer Dwarfs et Russ Dwarf.

## Discographie

### Albums studio
- 1983 : Killer Dwarfs
- 1986 : Stand Tall
- 1988 : Big Deal (90e des charts au Canada[3] et 165e aux États-Unis[4])
- 1990 : Dirty Weapons
- 1992 : Method to the Madness
- 2013 : Start @ One

### Album live
- 2002 : Reunion of Scribes: Live 2001